# Xenochalepus discernendus
Xenochalepus discernendus es una especie de insecto coleóptero de la familia Chrysomelidae.
Fue descrita científicamente en 1940 por Uhmann.